# Viajeros y magos
Viajeros y magos es una película filmada en Bután y hablada en idioma dzongkha. Esta película muestra los paisajes naturales de este país ubicado entre India y Tíbet. También muestra la apacible y sencilla vida de sus ciudadanos.
La trama cuenta la historia de Tshewang Dendup, un burócrata del gobierno que, descontento por su trabajo en un distrito remoto desea emigrar a los Estados Unidos de donde ha escuchado que se gana más recogiendo frutas en un día que trabajando en su país durante un mes. Un amigo suyo que vive en Nueva York ha prometido ayudarlo, pero debe llegar en una fecha muy cercana. Al tratar de llegar a Thimphu, la capital, pierde el único transporte público de la semana. Esperando que algún otro vehículo pase escucha las historias de un monje sobre magia y viajes.
- Datos: Q2298281